# Naturschutzgebiet Wesebachtal

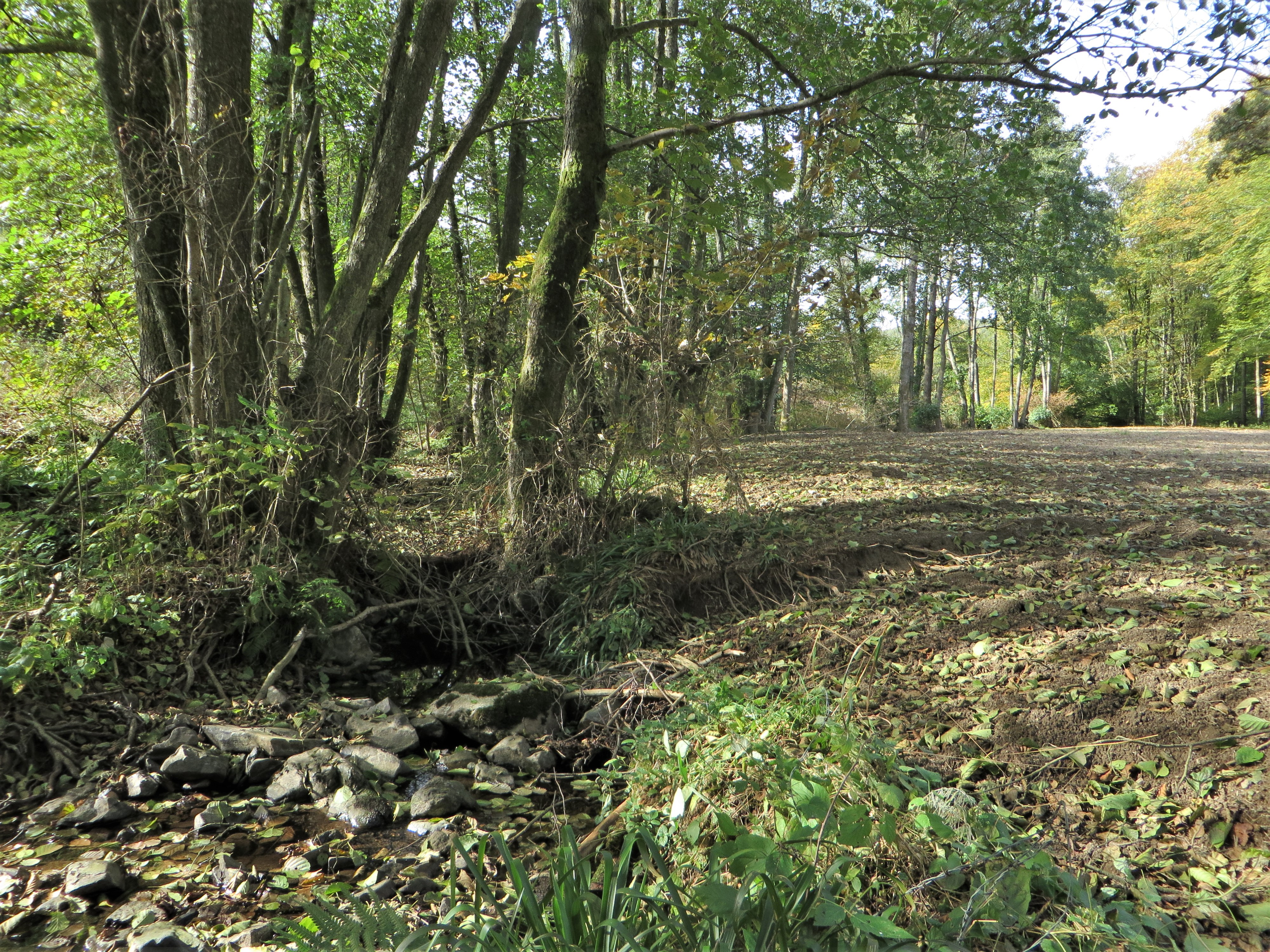
NSG (OE-038) Wesebachtal

Das Naturschutzgebiet Wesebachtal ist ein 1,38 ha großes Naturschutzgebiet nordwestlich von Ebbelinghagen im Stadtgebiet von Attendorn im Kreis Olpe in Nordrhein-Westfalen. Es wurde 2003 im Rahmen der Aufstellung des Landschaftsplanes Attendorn-Heggen-Helden einstweilig sichergestellt und 2006 vom Kreistag mit dem Landschaftsplan Nr. 3 Attendorn-Heggen-Helden ausgewiesen. Westlich grenzt direkt das Naturschutzgebiet Auf’m Ebbe/Wesebach-Tal/Wesebruch im Stadtgebiet von Meinerzhagen an.

## Gebietsbeschreibung
Bei dem NSG handelt es sich um einen Bereich mit Quellen, Fließgewässer und Auenwälder des Ebbegebirges.